# Метрополитен Нинбо
Метрополитен Нинбо, официально Железнодорожный транзит Нинбо (кит. 宁波轨道交通, Níngbō Guǐdào Jiāotōng) — система метро в городе Нинбо (Китай), действующая с 2014 года. Стал 22-м метрополитеном в стране, 21-м в континентальном Китае и вторым в провинции Чжэцзян. Управляется государственной компанией Ningbo Rail Transit Group.

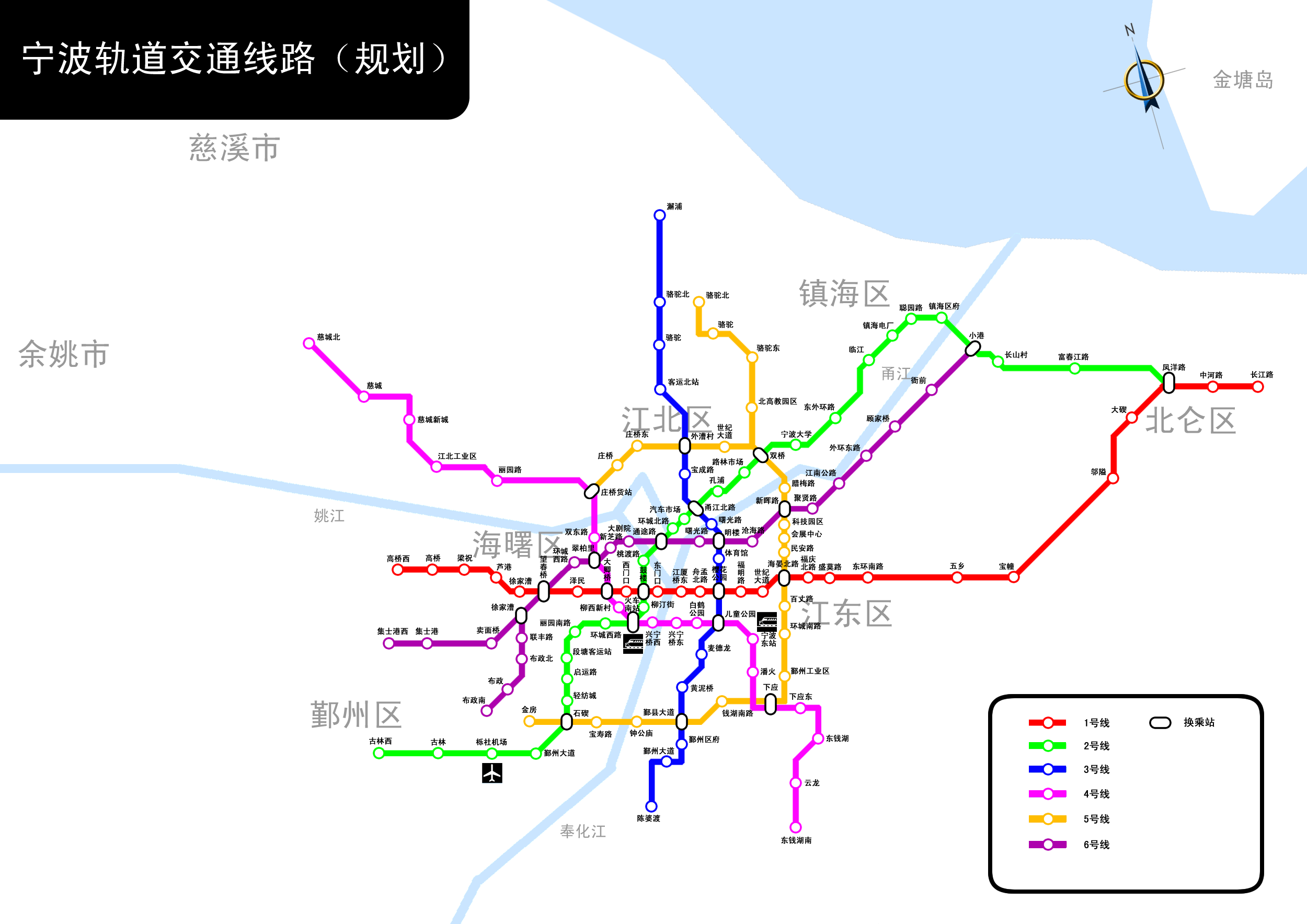
перспективная схема линий

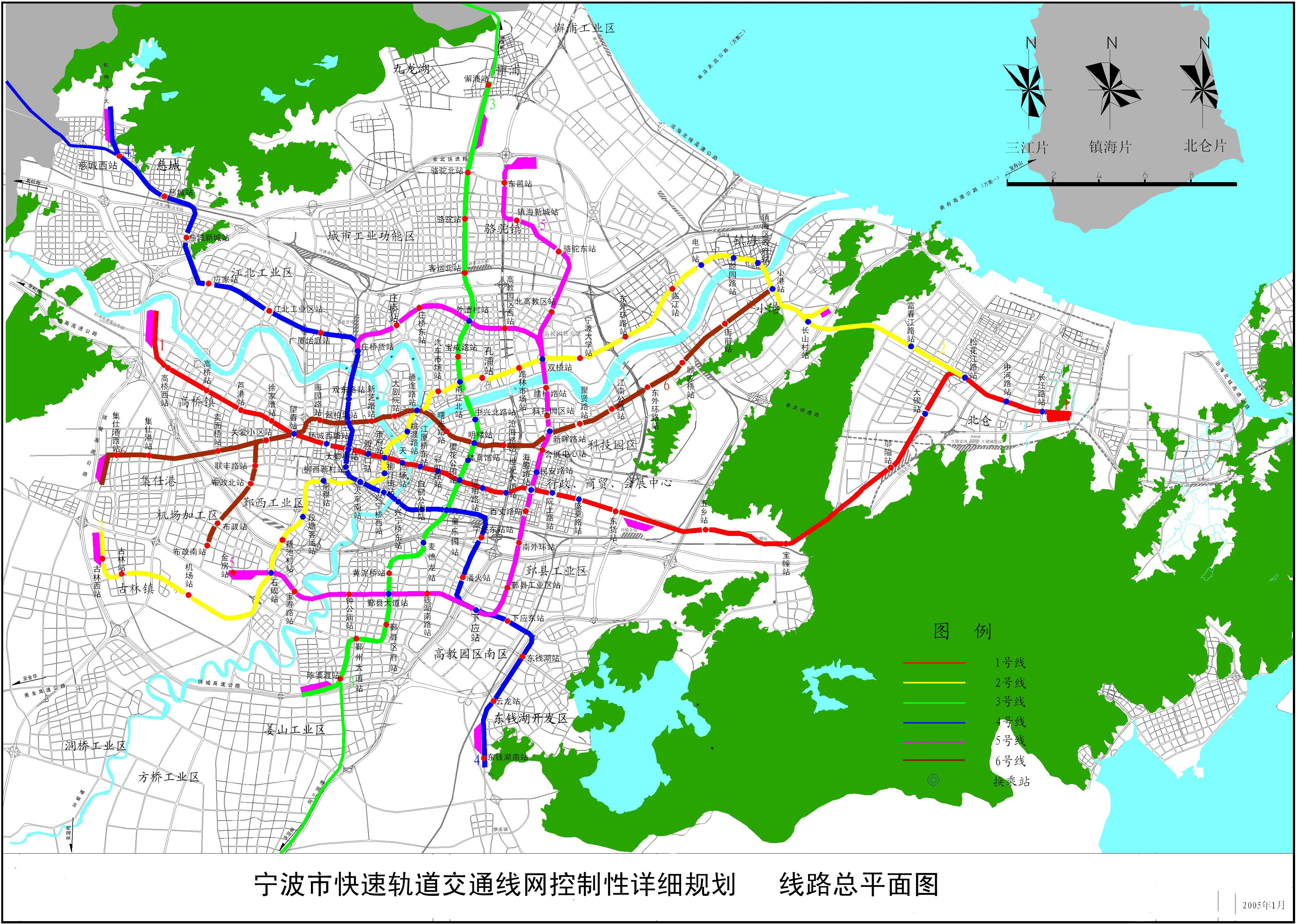
перспективная сеть линий на карте города

 На всех станциях установлены либо автоматические платформенные ворота, либо платформенные раздвижные двери.

## История
Планирование метрополитена было начато в августе 2003 года. В 2006 году план сооружения метро в Нинбо утвердил Госсовет КНР, и мэрия города учредила строительно-управляющую компанию Ningbo Rail Transit Group. К 2008 году было завершено проектирование и определено финансирование строительства первых трёх линий стоимостью 135 млрд юаней.
Строительство первой очереди метрополитена (Линии 1) было начато в июне 2009 года. В июне 2012 года была завершена прокладка тоннелей основной части первой очереди, в декабре — наземные работы, в июле 2013 года — прочие подземные работы. С августа 2013 года стали поступать поезда.
Проектирование Линии 2 было начато в марте, строительство — в декабре 2010 года.
Метрополитен был открыт 30 мая 2014 года запуском первого участка Линии 1.
В декабре 2014 года было начато сооружение Линии 3.
26 сентября 2015 открыта линия 2.

## Система
В середине города пути и станции преимущественно подземные, имеющие платформенные раздвижные двери (когда платформа отделена от путей стеклянными стеной и дверьми, открывающимися во время стоянки поезда), на ряде окраин пути и станции эстакадные.
В метрополитене используются отечественные 6-вагонные поезда типа Б производства компании Zhuzhou Electric Locomotive, имеющие общую пассажировместимость более 2 тысяч человек, общую длину 114 метров и скорость движения до 80 км/час.
Метрополитен открыт с 6:30 утра до 22:00 вечера, интервал движения 7—9 минут. Проход на станции производится через турникеты и металлодетекторы.
В метрополитене действуют одноразовые билеты и пополняемые собственные электронные бесконтактные смарт-карты, а также такие же карты Yongcheng для всего городского общественного транспорта Нинбо. Стоимость проезда зависит от зон и проездных тарифов, по льготным картам Yongcheng у студентов проезд за полцены, а у пожилых — полцены в часы пик и бесплатный вне часов пик и в выходные.

### Линии
Линия 1 (Голубая) длиной 46,1 км с 28 станциями проходит с запада на восток от станции Гаоцяо(Gaoqiao) до станции Сиапу(Xiapu), проходит через главный вокзал Нинбо.
Линия 2 (Красная) длиной 34 км с 25 станциями, проходящая с юго-запада на северо-восток от международного аэропорта Нинбо-Лишэ (Lishe) до станции шоссе Цунюань (Congyuan), также проходит через главный вокзал Нинбо.
Линия 3 (Оранжевая) длиной 16,7 км с 15 станциями проходит с севера на юг от станции от станции мост Датун (Datong) до станции мост Гаотан (Gaotang), далее переходит в линию Иньфэн (Yinfeng) до станции шоссе Цзиньхай (Jinhai), её длина 21,5 км с 10 станциями.
Линия 4 (Зеленая) длиной 36,1 км с 25 станциями проходит с северо-запада на юго-восток от станции Цычэн (Cicheng) до станции озеро Дунцянь (Dongqian).
Линия 5 (Синяя) длиной 27,6 км с 22 станциями проходит с юго-запада на северо-восток восточнее линии 2 от станции Бучжэн (Buzheng) до станции шоссе Синчжуан (Xingzhuang).

## Галерея

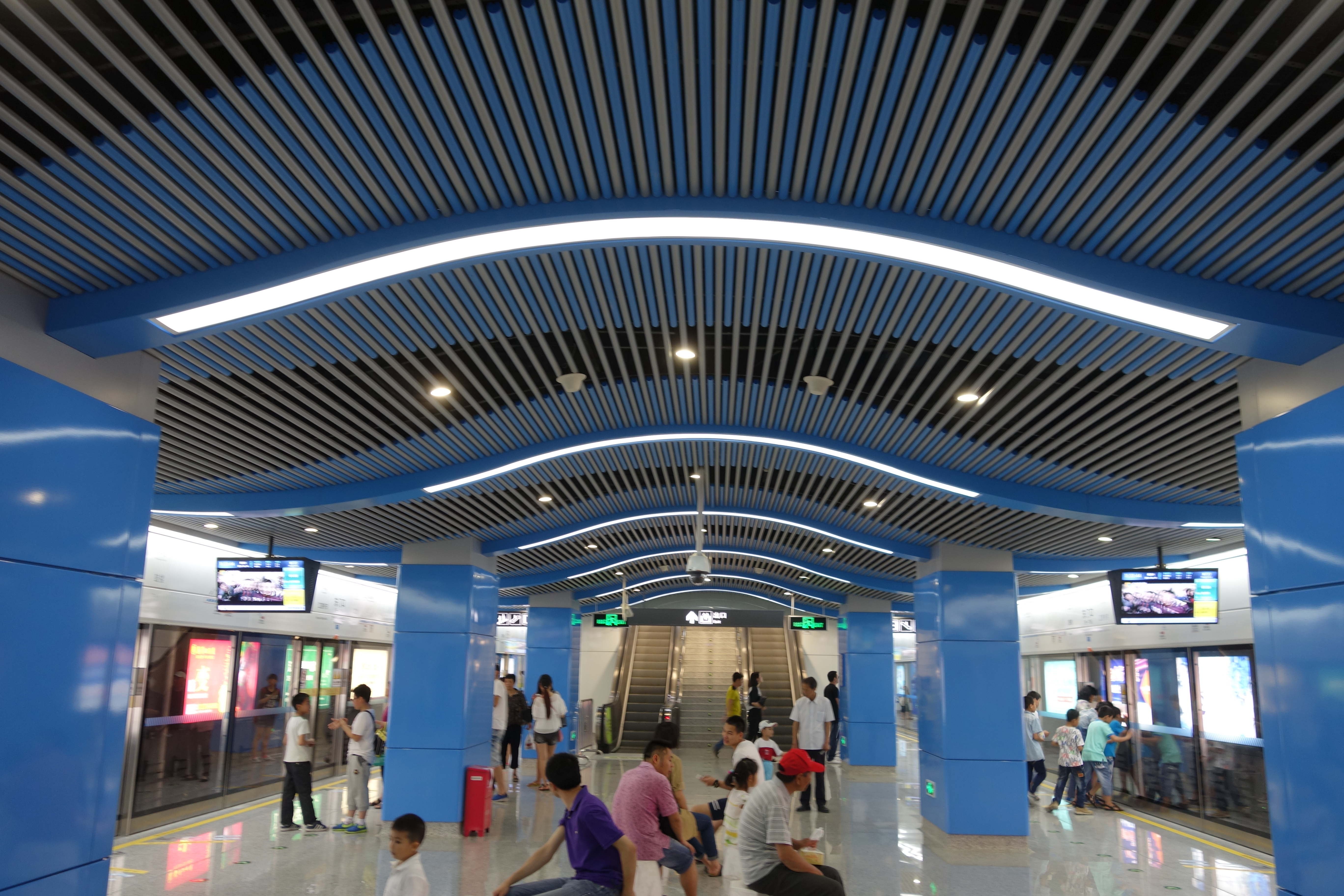
платформа подземной станции
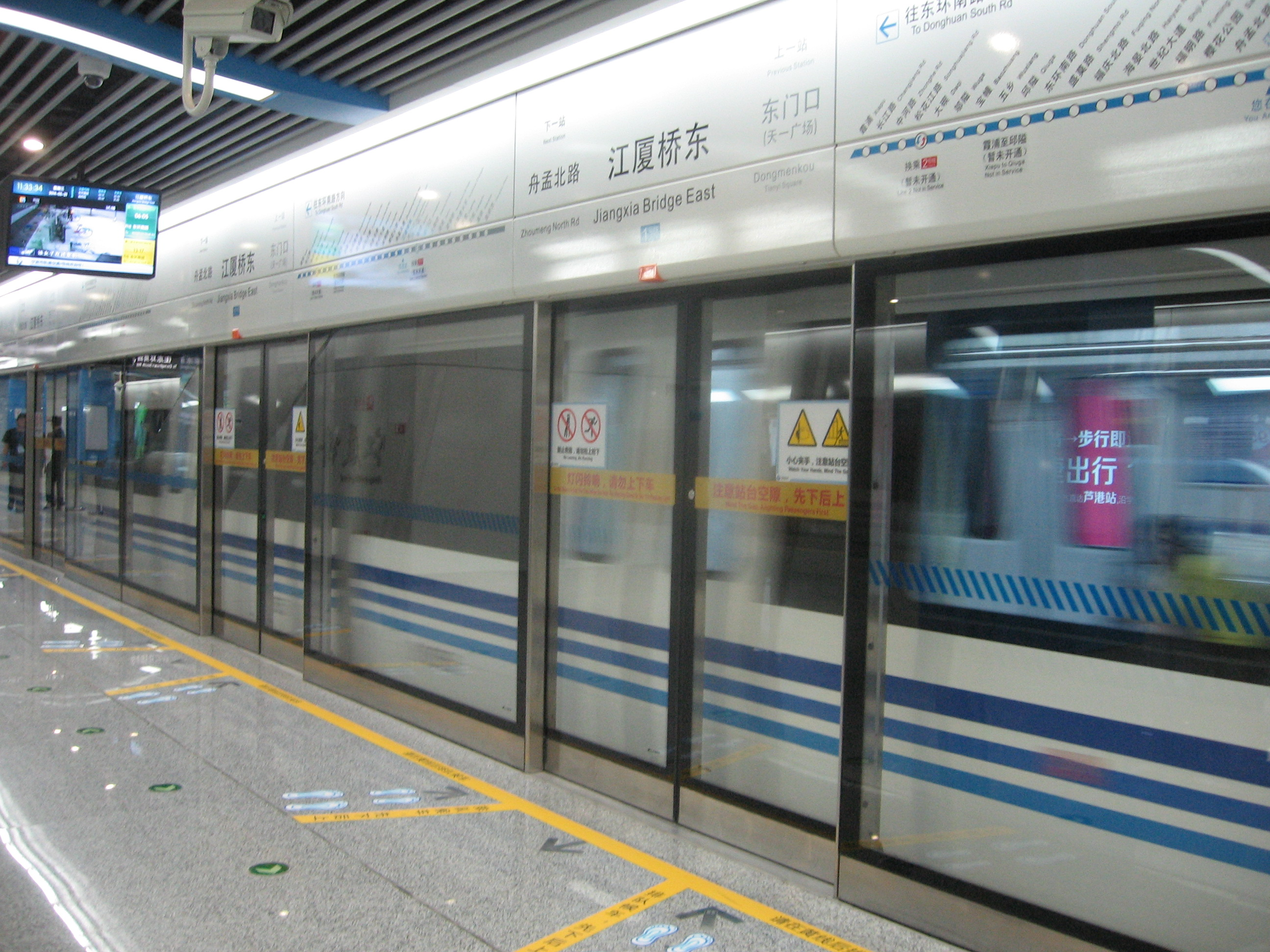
платформенные раздвижные двери на подземной станции
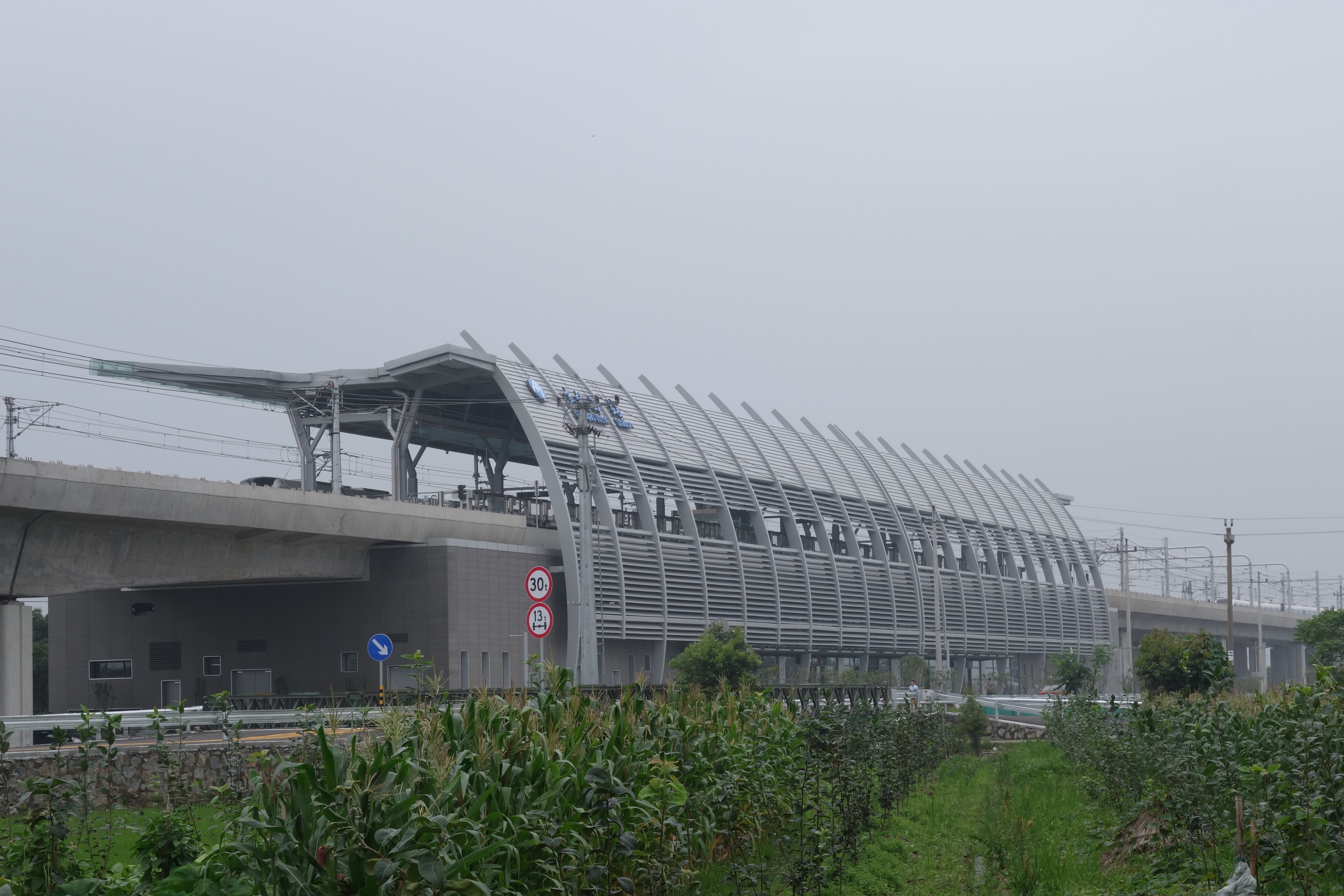
эстакадная станция
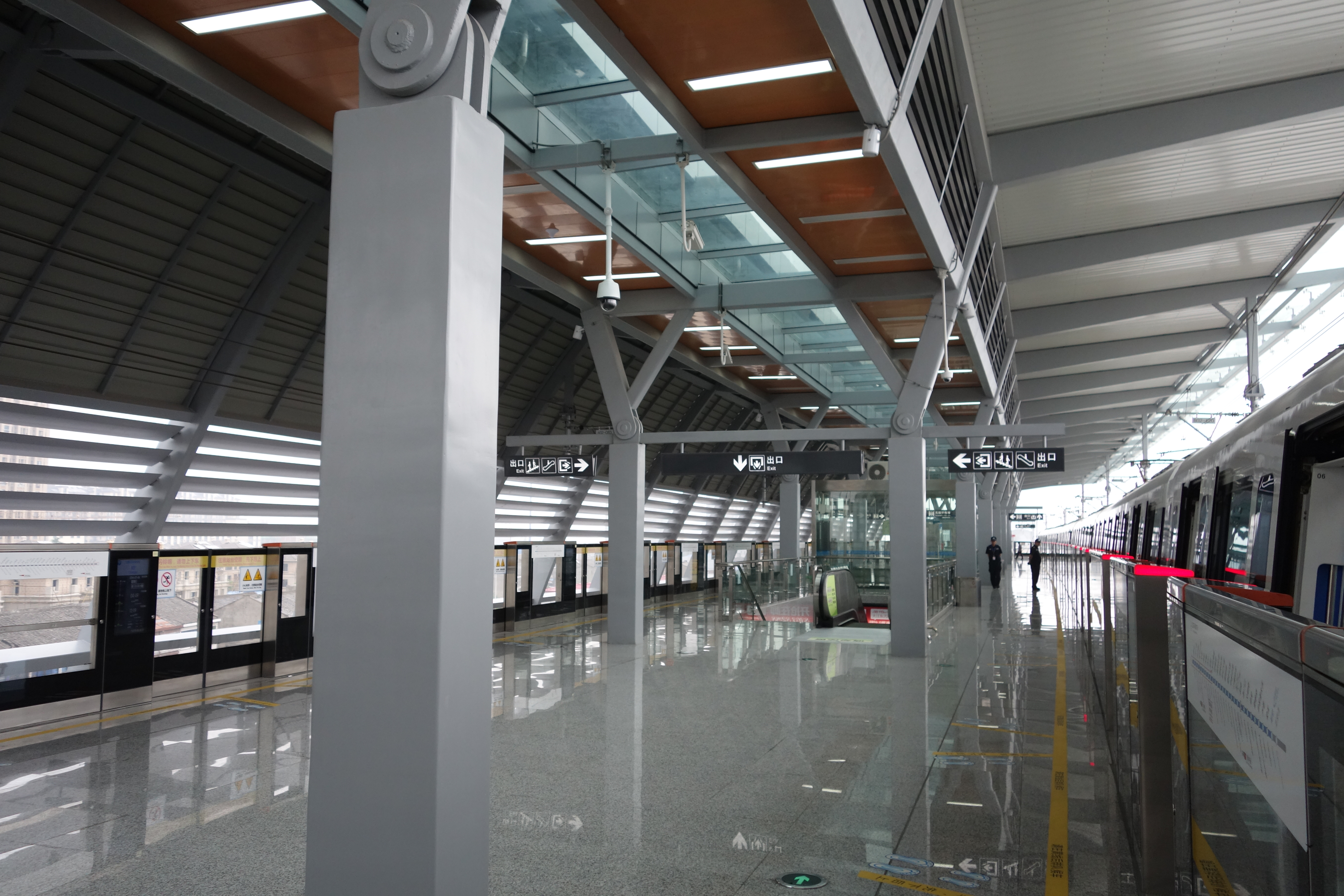
автоматические платформенные ворота на эстакадной станции
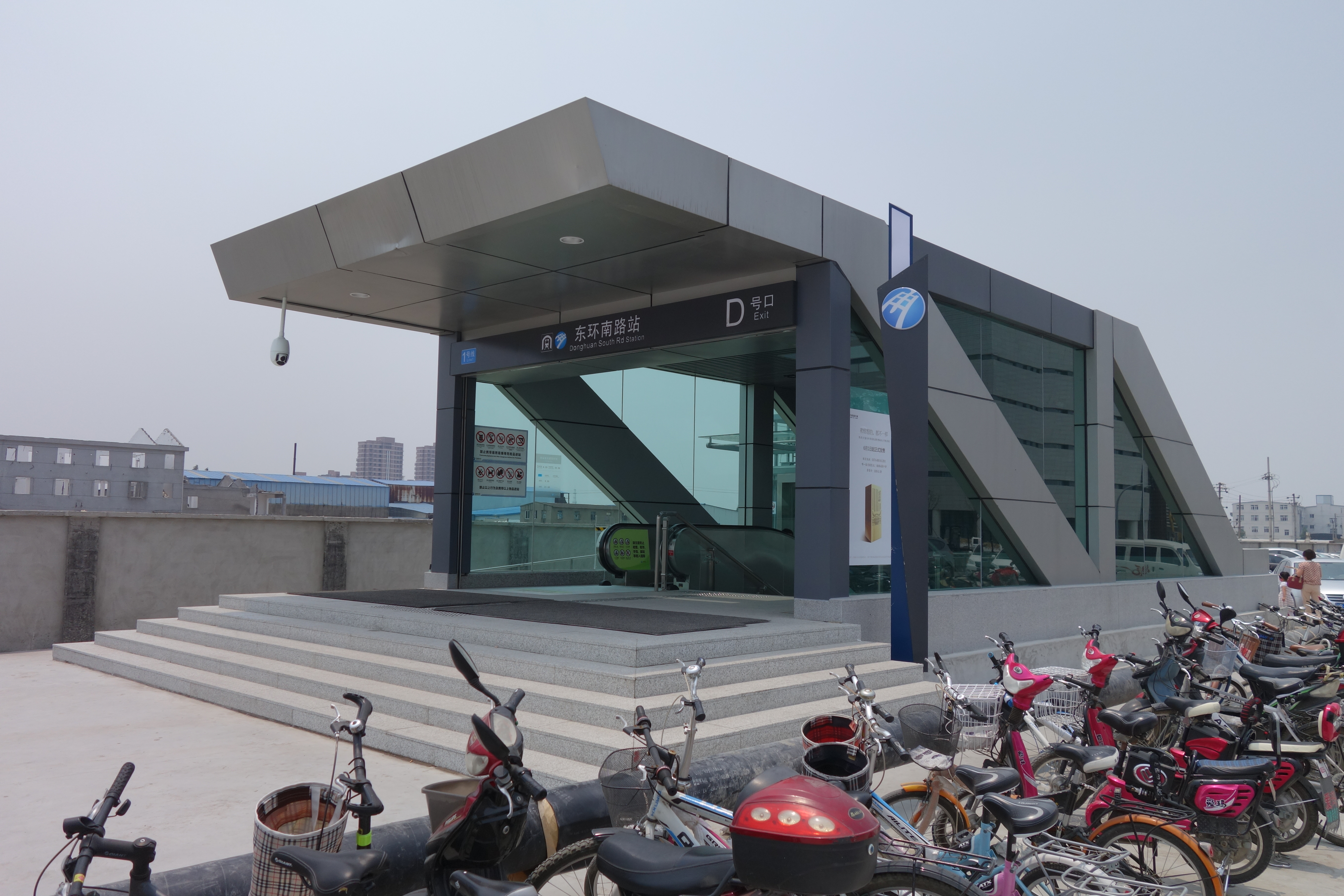
входной павильон
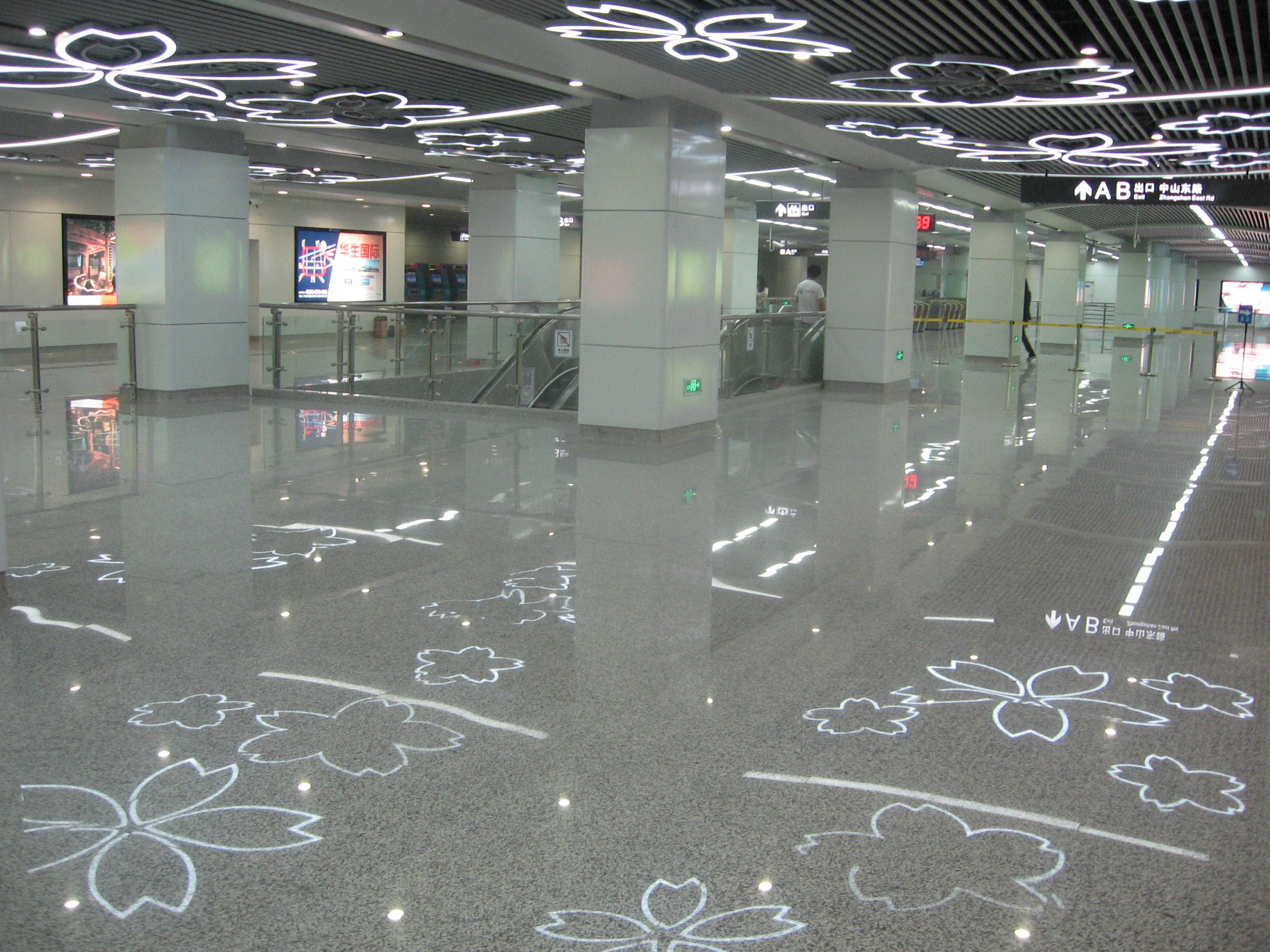
вестибюль станции
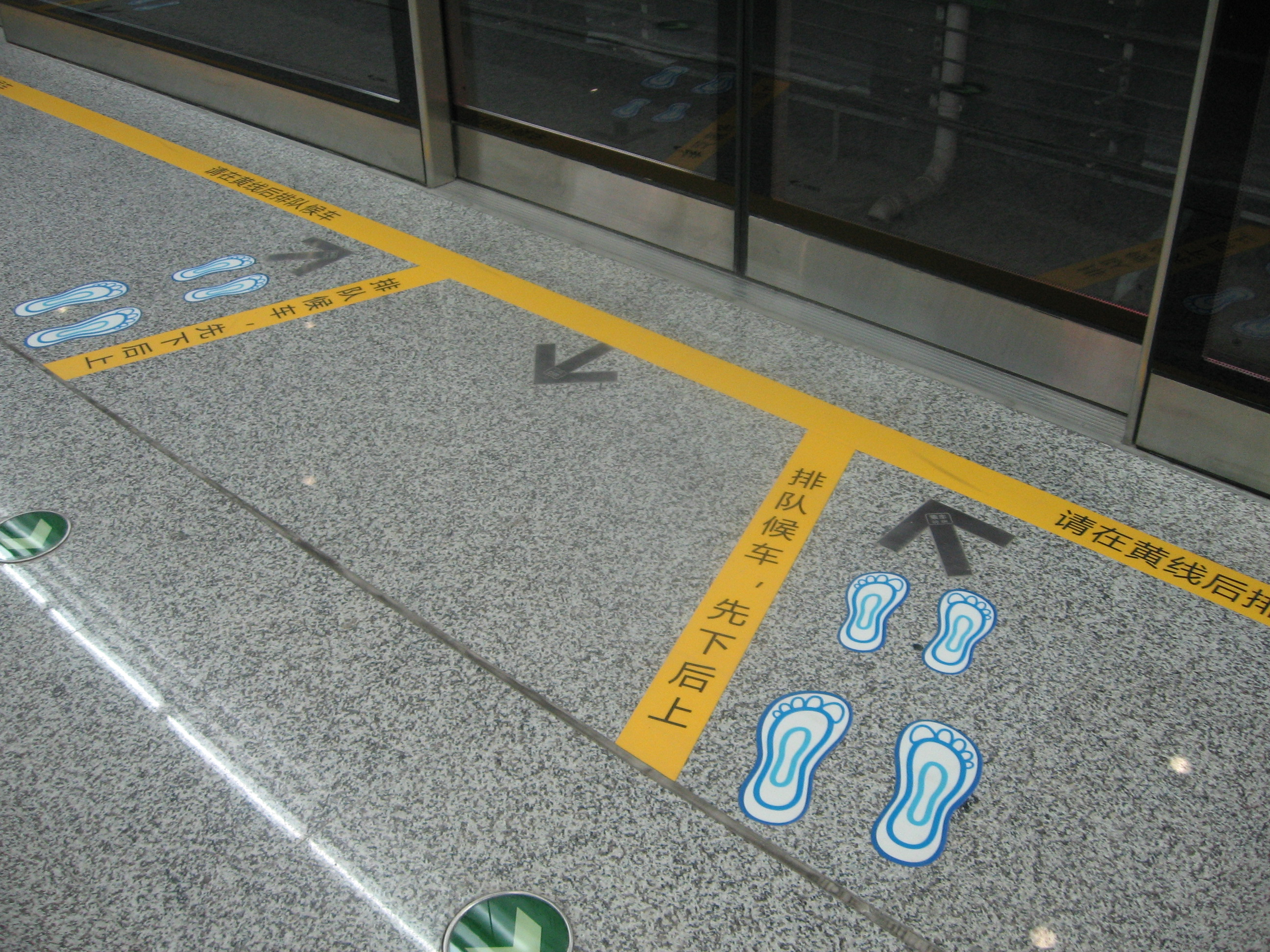
напольная навигация на станции
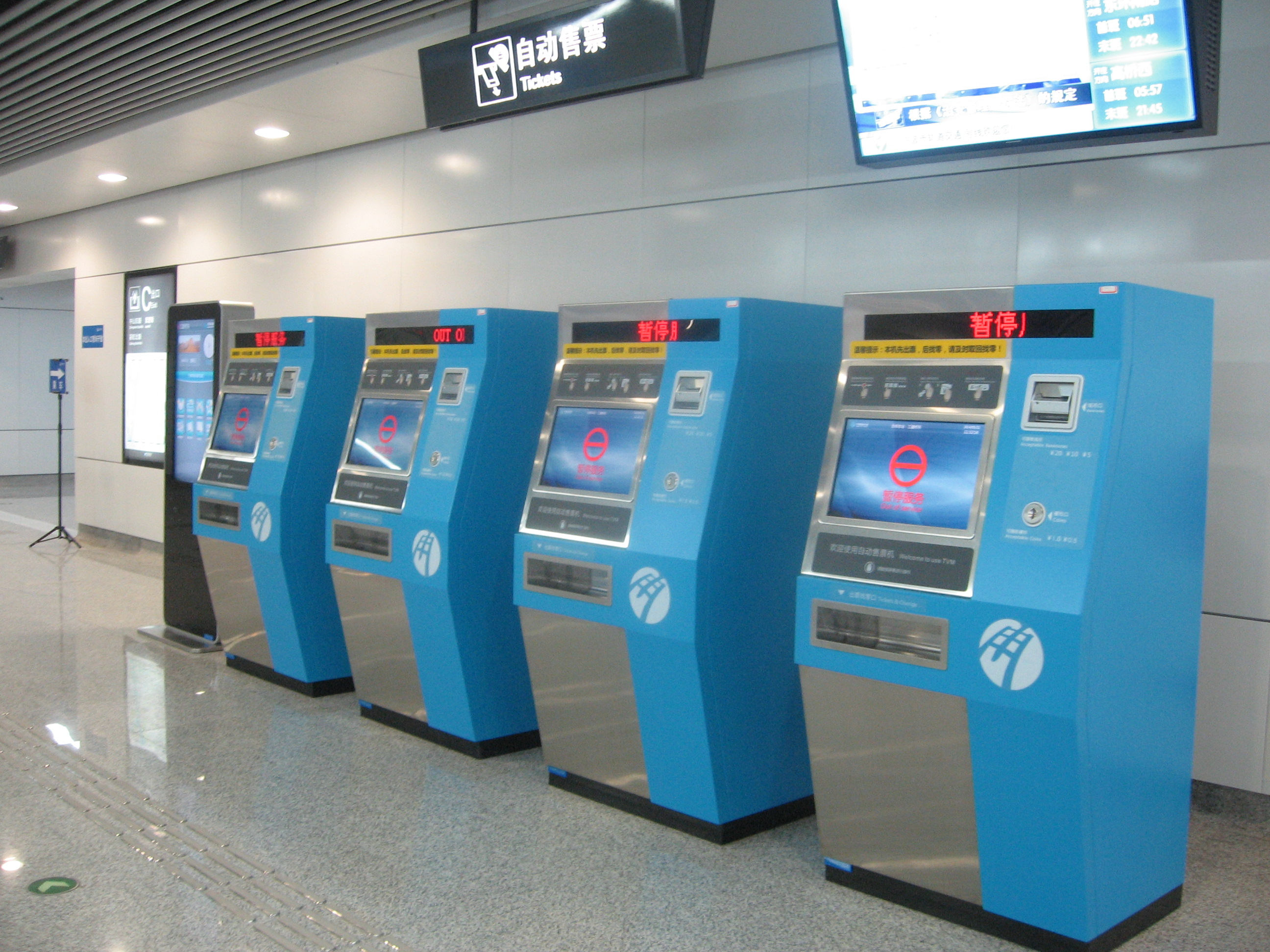
билетные автоматы
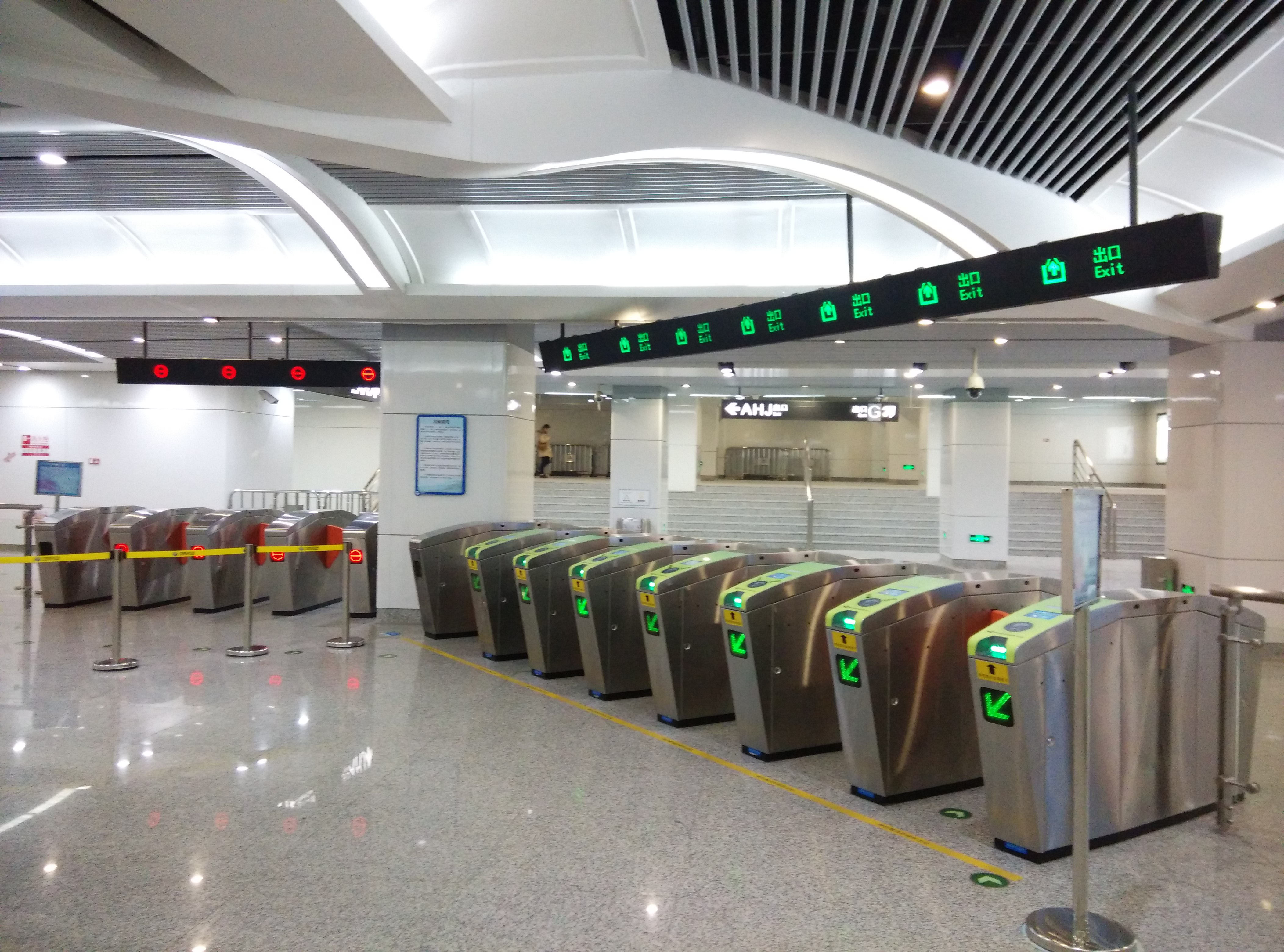
турникеты
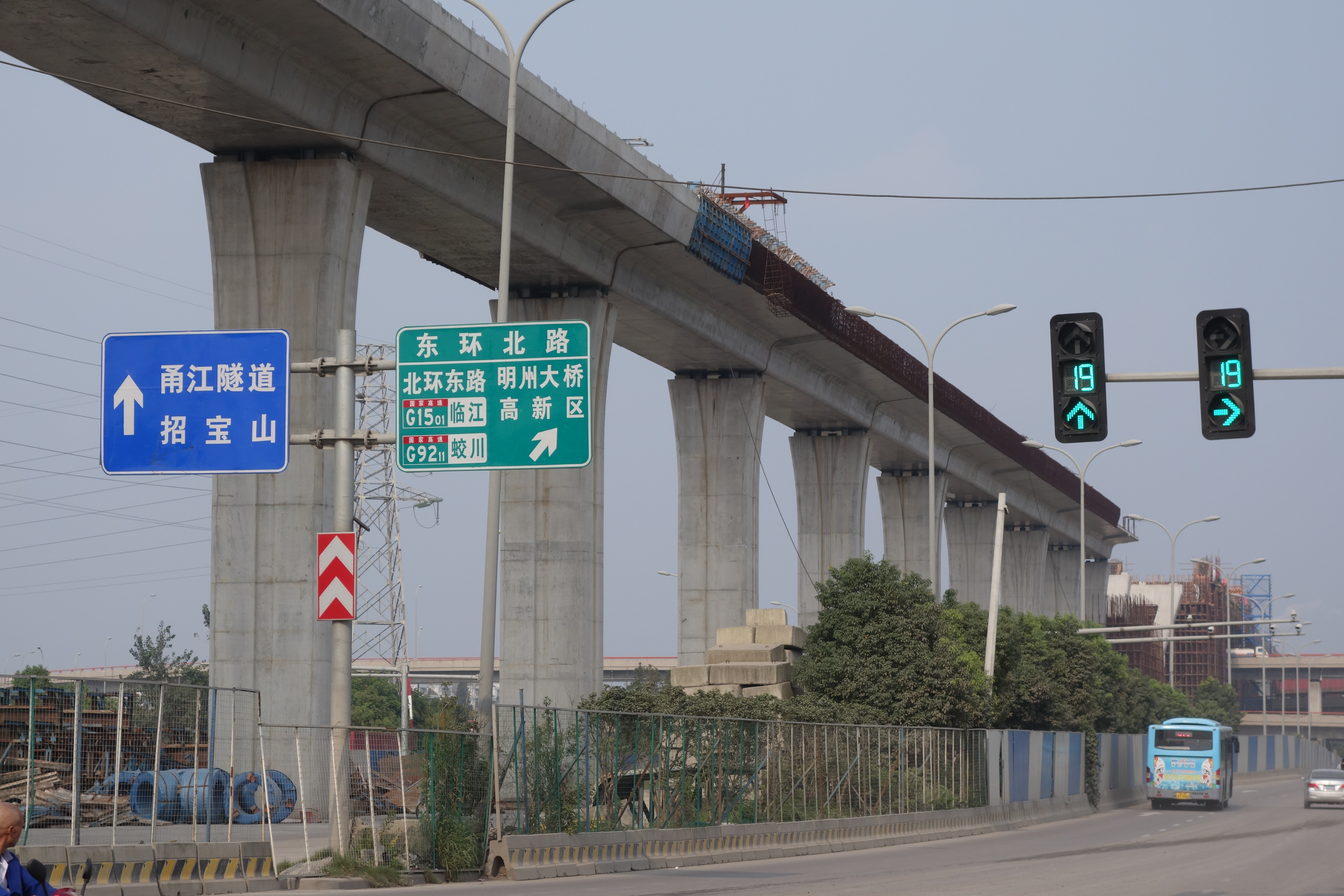
эстакадные пути
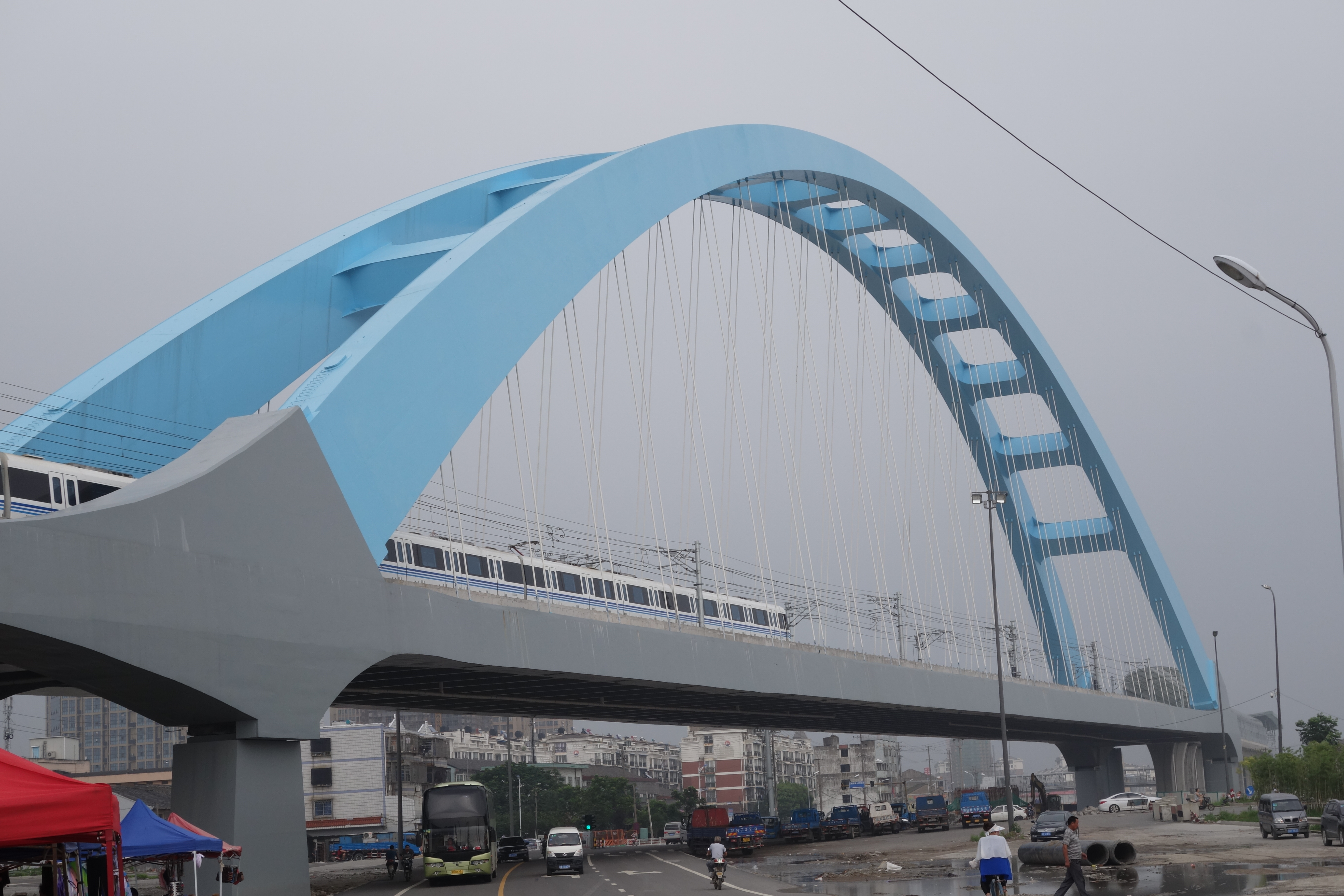
арочный метромост
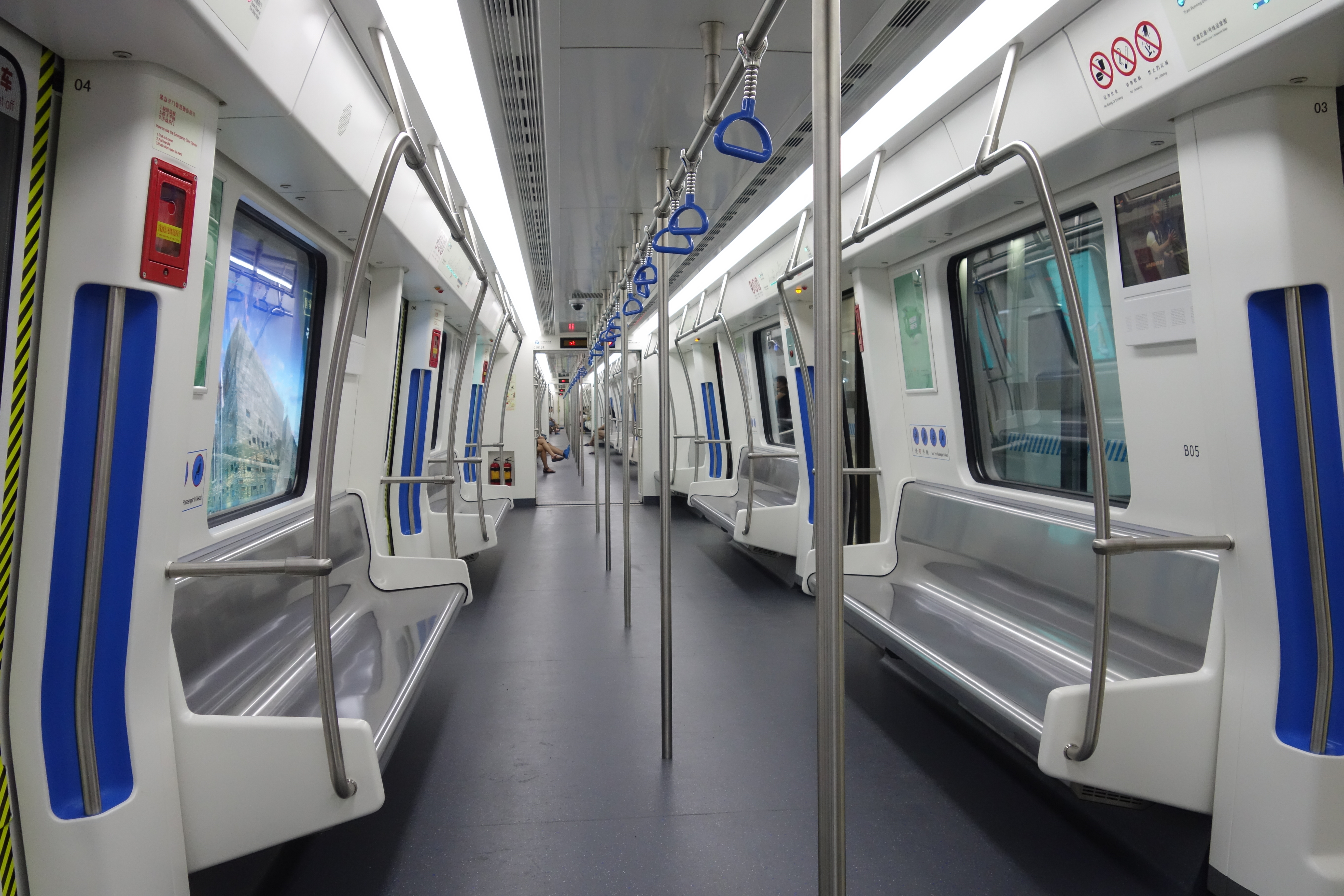
интерьер поезда
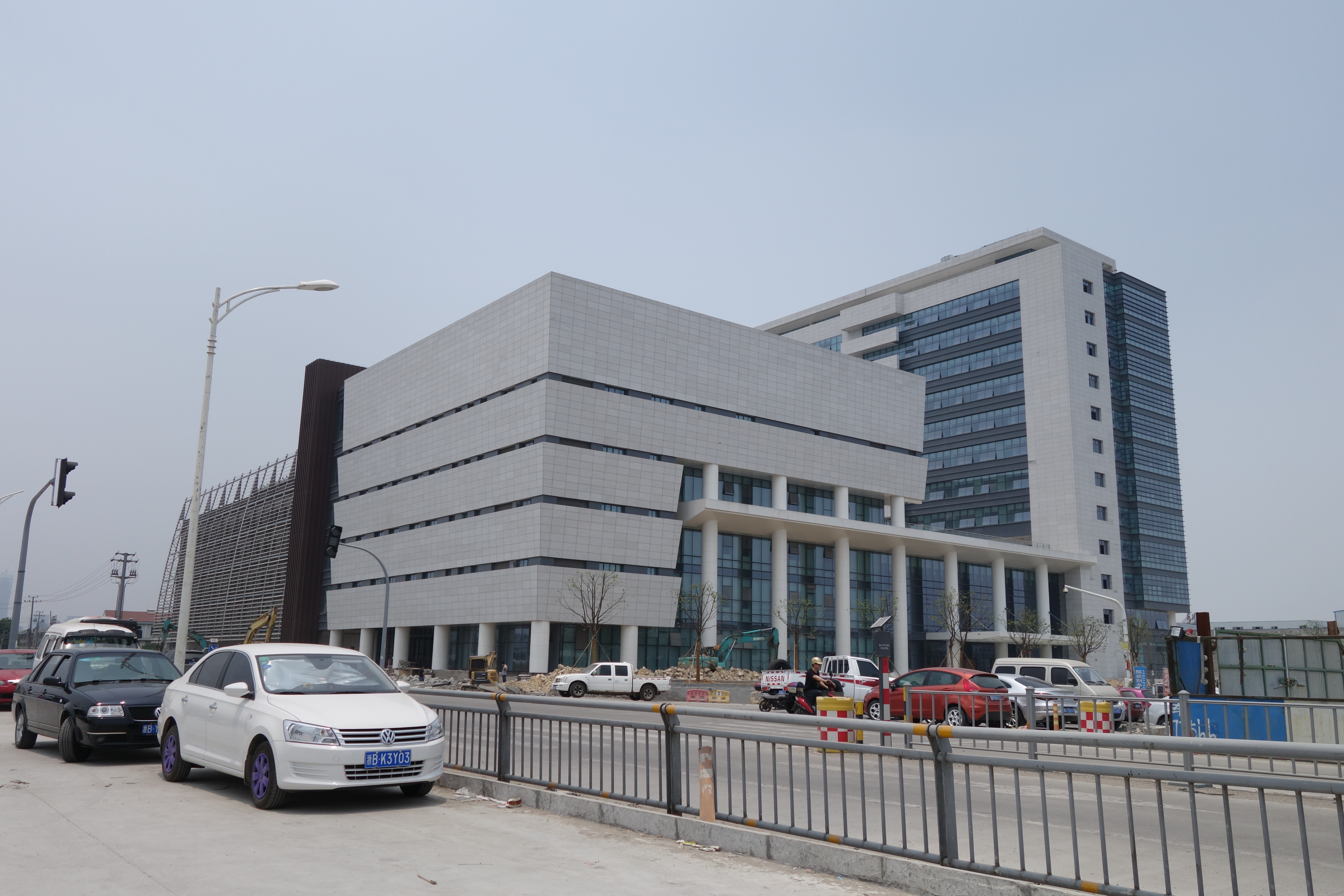
центр управления

## Перспективы
Линия 5 («Синяя»), в перспективе будет преобразована в почти кольцевую линию, проходящую также через северо-запад, с остающимся вилочным ответвлением на север.